# Roberto Ennas
Roberto Ennas (Oristano, 2 gennaio 1961) è un allenatore di calcio ed ex calciatore italiano, di ruolo attaccante, collaboratore tecnico della formazione Under 15 della Torres.

## Carriera

### Giocatore
Inizia a giocare nel quartiere Sacro Cuore di Oristano, sua città natale, fino all'età di quindici anni e mezzo: nell'estate del 1976 si trasferisce infatti insieme al concittadino (e a sua volta futuro calciatore professionista) Gianfranco Matteoli al Como; gioca nelle giovanili della squadra lariana per i successivi tre anni, fino al 1979, anno in cui si trasferisce alla Rhodense, società di Serie C2: con i milanesi nella stagione 1979-1980 fa il suo esordio tra i professionisti, segnando un gol in 15 partite di campionato. Nella stagione 1980-1981 passa agli abruzzesi dell'Avezzano, con i quali realizza 6 gol in 33 partite nel campionato di Serie C2, che i biancoverdi chiudono al nono posto in classifica; gioca nel medesimo campionato anche nella stagione 1981-1982, nella quale va a segno 5 volte in 27 partite con la maglia dei marchigiani della Vigor Senigallia. Torna poi alla Rhodense, con cui nella stagione 1982-1983 va a segno per 7 volte in 25 incontri di campionato. Milita in quarta serie anche durante la stagione 1983-1984, nella quale realizza 2 gol in 31 partite con la maglia del Cattolica.
Nell'estate del 1984 torna in Sardegna, firmando con la Torres, società nella quale militerà per i successivi 5 anni. In particolare, nella stagione 1984-1985 chiude per la prima volta in carriera un campionato in doppia cifra di reti segnate, chiudendo il campionato di Serie C2 con 14 reti in 32 presenze; nella 1985-1986 è poi per il secondo anno consecutivo il miglior marcatore stagionale della squadra sarda, con cui segna 9 gol in 32 partite di Serie C2. Nella stagione 1986-1987 contribuisce alla vittoria del campionato (con conseguente promozione in Serie C1) con 10 reti in 32 partite, che fanno di lui il miglior marcatore stagionale della Torres (in cui in quella stagione militava anche Gianfranco Zola). Nella stagione 1987-1988 esordisce in Serie C1, dopo 8 stagioni consecutive di C2: nel primo campionato in questa categoria va a segno 6 volte in 23 partite, mentre nella stagione successiva, nella quale i sardi chiudono il campionato al quarto posto in classifica, segna 3 gol in 23 incontri, arrivando quindi a quota 146 partite e 42 gol con la squadra rossoblu.
Nel 1994 dopo cinque stagioni lascia la Torres per trasferirsi al Tempio, con cui nella stagione 1989-1990 segna 6 gol in 33 partite nel campionato di Serie C2; nella stagione 1990-1991 contribuisce invece alla salvezza dei sardi con 11 gol in 33 presenze, risultando essere il miglior marcatore stagionale della sua squadra. È il miglior marcatore del Tempio anche nella stagione successiva, terminata con un quarto posto in classifica, nella quale segna 7 gol in 36 presenze. Dopo un'altra stagione da 7 gol in 33 partite (sufficienti per essere il miglior marcatore stagionale del Tempio) trascorre un'ultima stagione in squadra (che è anche la sua ultima annata nei professionisti), la 1993-1994, nella quale conclude il campionato con 5 gol in 28 apparizioni, arrivando quindi ad un totale di 163 partite e 36 gol con la maglia del Tempio.
Nella stagione 1994-1995 gioca nel Santa Teresa di Gallura, con cui segna 3 gol in 21 partite nel Campionato Nazionale Dilettanti; nell'estate del 1995 si trasferisce all'Alghero, con cui segna 18 gol in 32 partite nell'Eccellenza sarda. Gioca nel campionato di Eccellenza con la maglia dell'Alghero anche nella stagione 1999-2000, nella quale segna 16 gol in 31 partite.

### Allenatore
Nelle stagioni 2001-2002 e 2006-2007 allena la Torres femminile, arrivando quarto in classifica nei rispettivi campionati di Serie A e raggiungendo le semifinali di Coppa Italia.
Nella stagione 2007-2008 è il vice di Luciano Foschi alla Torres maschile, con cui ottiene la salvezza nel campionato di Serie C2. A fine anno la società fallisce e riparte dal campionato sardo di Promozione, con Ennas come allenatore; dopo aver vinto il campionato lascia la squadra, tornando ad allenarla nel campionato di Eccellenza nella stagione 2010-2011, nella quale viene esonerato, richiamato e nuovamente esonerato.
Nella stagione 2014-2015 è responsabile del settore giovanile della San Paolo Sassari, società nella quale allena anche la squadra degli Allievi regionali.
Nel 2019 diviene responsabile tecnico delle giovanili della Lanteri Sassari. A maggio 2022 decide di lasciare l'incarico. Nell'estate del 2022 gli viene affidata la guida dell'Under-17 della Torres.
Nell'estate del 2023 diviene collaboratore tecnico della squadra Primavera della Torres; per la stagione 2024-2025 ricopre sempre il ruolo di collaboratore tecnico, però questa volta della formazione Under 15 del club sardo.

## Palmarès

### Giocatore
- Campionato italiano Serie C2: 1

Torres: 1986-1987 (girone A)

### Allenatore
- Promozione: 1

Torres: 2008-2009